# Kyle Orton
Kyle Orton (Altoona, 14 novembre 1982) è un ex giocatore di football americano statunitense che ha militato nel ruolo di quarterback nella National Football League (NFL). Fu scelto dai Chicago Bears durante il quarto giro del Draft NFL 2005. Al college giocò a football alla Purdue University.

## Carriera

### Chicago Bears

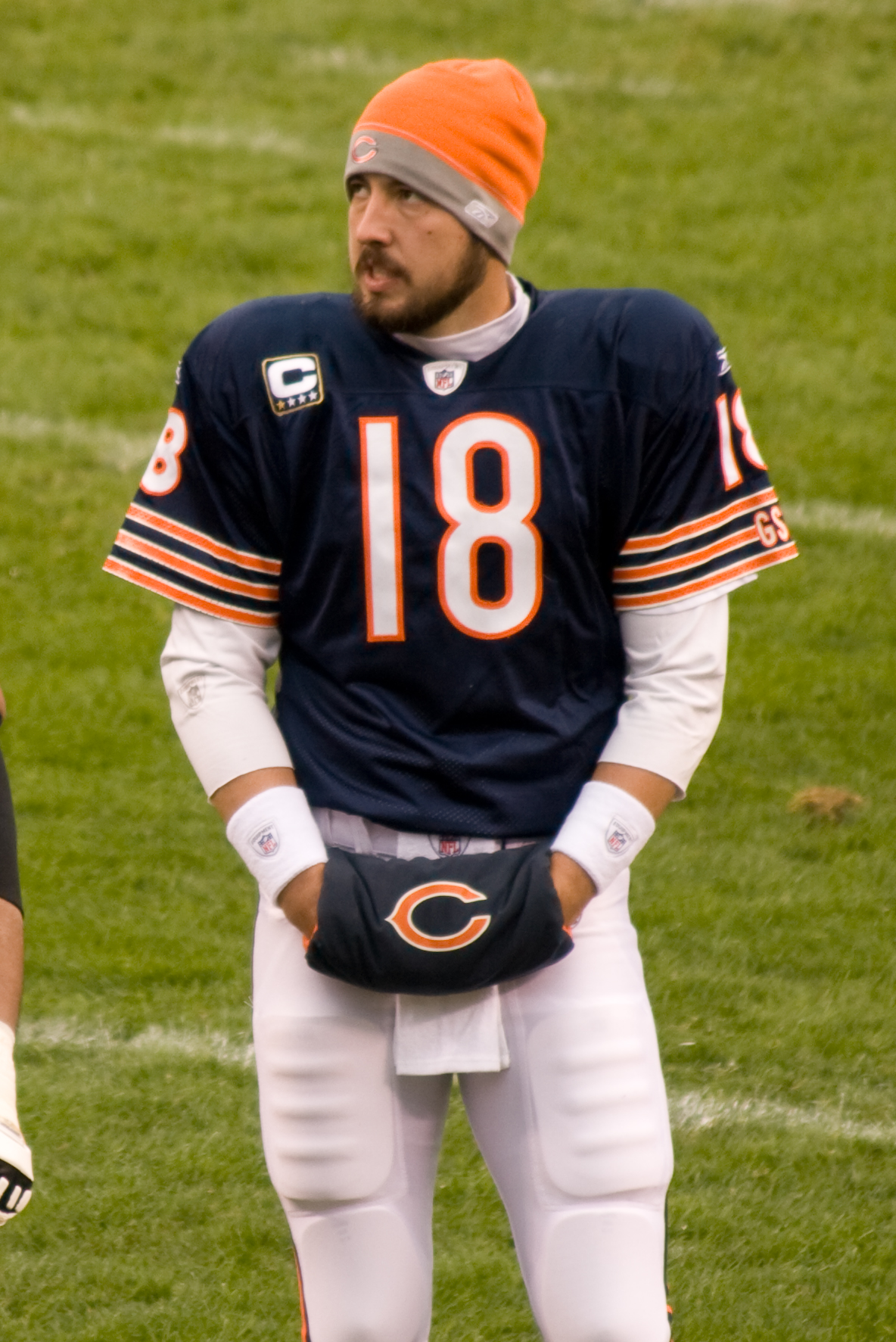
Orton nel 2008 coi Bears.

Orton fu selezionato dai Chicago Bears durante il quarto giro del draft 2005. Dopo un infortunio al titolare dei Bears Rex Grossman, Orton divenne il titolare durante la sua stagione da rookie, iniziando le prime 14 gare della stagione ma venendo sostituito da Grossman per le gare di playoff quell'anno. Orton non giocò mai nella stagione 2006 e raramente nel 2007. Orton si riprese il posto da Grossman nel 2008 ma la squadra finì con un deludente record di 9-7 senza centrare i playoff. A fine stagione fu ceduto ai Denver Broncos.

### Denver Broncos

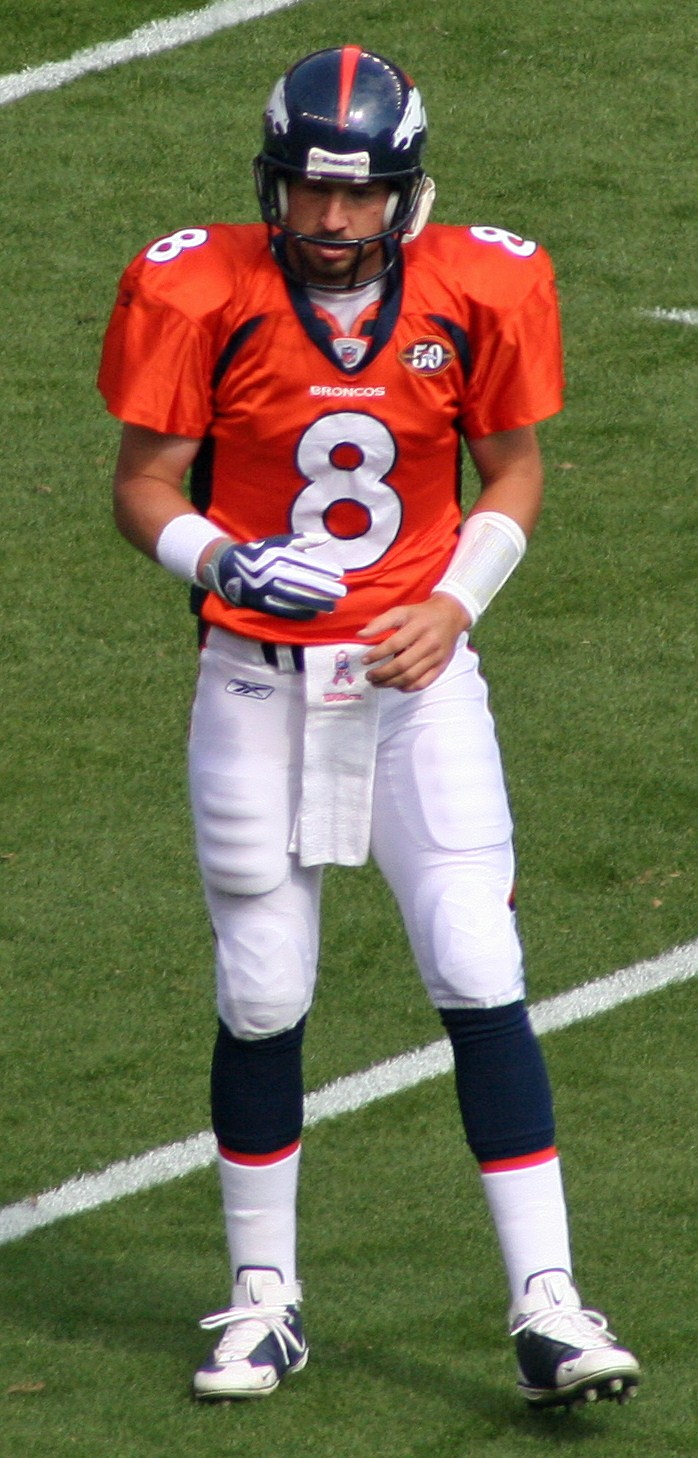
Orton con la maglia dei Broncos.

Orton iniziò bene la sua carriera nei Broncos, vincendo le prime sei gare della stagione ma gli infortuni lo rallentarono nella seconda parte della stagione. Mentre Orton era in salute lanciò 21 touchdown con soli 12 intercetti ma la squadra terminò con un record di 8-8 e non si qualificò per i playoff. Orton iniziò la stagione 2010 come il quarterback titolare ma squadra terminò con un pessimo record di 4-12. Orton si infortunò nuovamente e venne sostituito da Tim Tebow nelle ultime tre gare della stagione 2010. Nel 2011 egli iniziò nuovamente la stagione come titolare ma venne sostituito da Tebow dopo un deludente inizio di stagione. Dopo diverse settimane in panchina dove non giocò un singolo snap per i Broncos, fu tagliato da Denver il 22 novembre, trasferendosi ai Kansas City Chiefs il giorno successivo per sostituire il titolare Matt Cassel che dovette terminare la stagione anzitempo a causa di un infortunio.

### Kansas City Chiefs
Con i Chiefs, Orton si risollevò, prendendosi la soddisfazione di battere gli allora imbattuti Green Bay Packers (13-0 fino alla partita coi Chiefs) ed anche la sua ex squadra e il suo sostituto Tebow nel finale di stagione. Al termine dell'annata tuttavia non gli fu rinnovato il contratto dai Chiefs.

### Dallas Cowboys
Il 14 marzo 2012, il giorno dopo l'apertura del mercato dei free agent, Orton firmò un contratto triennale con i Dallas Cowboys per essere la riserva di Tony Romo. Nel 2012 scese in campo in una sola gara. Dopo aver giocato due spezzoni nelle prime 15 settimane del 2013, Romo si subì un infortunio alla schiena nella penultima gara della stagione regolare che richiese un intervento chirurgico. Orton partì quindi come titolare nell'ultima decisiva sfida della settimana 17 contro i Philadelphia Eagles che avrebbe visto la vincente qualificarsi per i playoff e la perdente venire eliminata. Orton passò 358 yard, 2 touchdown e 2 intercetti  ma i Cowboys furono sconfitti e per il quarto anno consecutivo rimasero fuori dalla post-season.
Il 16 luglio 2014, Orton fu svincolato dai Cowboys.

### Buffalo Bills
Il 29 agosto 2014, Orton firmò con i Buffalo Bills. Dopo le prime quattro partite in cui il titolare EJ Manuel non brillò, fu nominato come partente per la gara della settimana 5 in trasferta contro i Lions, in cui guidò i suoi alla vittoria in rimonta passando 308 yard e un touchdown. Fu l'ottava volta in carriera che guidò la sua squadra a vincere dopo essere stato in svantaggio nel quarto periodo o nei supplementari. Dopo una sconfitta coi Patriots, portò i suoi a un'altra vittoria nell'ultimo istante quando passò al rookie Sammy Watkins il suo secondo touchdown di giornata a un secondo dal termine per il sorpasso sui Vikings. La domenica successiva passò 238 yar e 4 touchdown e i Bills superarono i Jets 43-23, salendo a un record di 5-3.
Dopo la settimana di pausa, vi furono due sconfitte consecutive contro Chiefs e Dolphins. La vittoria tornò nel dodicesimo turno, quando, nella gara disputata a Detroit per le intense nevicate che avevano resto impraticabile lo stadio casalingo dei Bills, Orton passò 230 yard e 2 touchdown nel netto 38-3 sui Jets. Dopo una vittoria a sorpresa coi Packers, i Bills persero coi Raiders, la squadra col peggior record della lega, venendo eliminati matematicamente dalla corsa ai playoff. Nell'ultima gara della stagione, Orton si prese la soddisfazione di battere i Patriots passando 176 yard e un touchdown, guidando i Bills alla prima stagione con un record positivo negli ultimi dieci anni. Il giorno successivo annunciò il proprio ritiro dal football professionistico.

## Palmarès

### Franchigia
- National Football Conference Championship: 1

Chicago Bears: 2006

### Individuale
- AFC Offensive Player of the Week: 1

settimana 5 del 2009
- PFWA All-Rookie Team - 2005

## Statistiche

### Stagione regolare
| Anno   | Squadra            | Gare | Gare | Gare  | Passaggi | Passaggi | Passaggi | Passaggi | Passaggi | Passaggi | Passaggi | Passaggi | Sack | Sack | Corse | Corse | Corse | Corse |
| Anno   | Squadra            | P    | PT   | V-P   | Comp     | Ten      | %        | Yds      | Media    | TD       | INT      | Rating   | #    | Yard | Ten   | Yard  | Media | TD    |
| ------ | ------------------ | ---- | ---- | ----- | -------- | -------- | -------- | -------- | -------- | -------- | -------- | -------- | ---- | ---- | ----- | ----- | ----- | ----- |
| 2005   | Chicago Bears      | 15   | 15   | 10-5  | 190      | 368      | 51.6     | 1,869    | 5.1      | 9        | 13       | 59.7     | 30   | 190  | 24    | 44    | 1.8   | 0     |
| 2006   | Chicago Bears      | 0    | 0    | 0-0   | 0        | 0        | -        | 0        | -        | 0        | 0        | -        | 0    | 0    | 0     | 0     | -     | 0     |
| 2007   | Chicago Bears      | 3    | 3    | 2-1   | 43       | 80       | 53.8     | 478      | 6.0      | 3        | 2        | 73.9     | 2    | 12   | 5     | -1    | -0.2  | 0     |
| 2008   | Chicago Bears      | 15   | 15   | 9-6   | 272      | 465      | 58.5     | 2,972    | 6.4      | 18       | 12       | 79.6     | 27   | 160  | 24    | 49    | 2.0   | 3     |
| 2009   | Denver Broncos     | 16   | 15   | 8-7   | 336      | 541      | 62.1     | 3,802    | 7.0      | 21       | 12       | 86.8     | 29   | 159  | 24    | 71    | 3.0   | 0     |
| 2010   | Denver Broncos     | 13   | 13   | 3-10  | 293      | 498      | 58.8     | 3,653    | 7.3      | 20       | 9        | 87.5     | 34   | 243  | 22    | 98    | 4.4   | 0     |
| 2011   | Denver Broncos     | 5    | 5    | 1-4   | 91       | 155      | 58.7     | 979      | 6.3      | 8        | 7        | 75.7     | 9    | 49   | 5     | 17    | 3.4   | 0     |
| 2011   | Kansas City Chiefs | 3    | 2    | 2-1   | 44       | 68       | 64.7     | 599      | 8.8      | 1        | 2        | 85.4     | 1    | 5    | 5     | -3    | -0.6  | 0     |
| 2012   | Dallas Cowboys     | 1    | 0    | 0-0   | 9        | 10       | 90.0     | 89       | 8.9      | 1        | 0        | 137.1    | 0    | 0    | 0     | 0     | -     | 0     |
| 2013   | Dallas Cowboys     | 3    | 1    | 0-1   | 33       | 51       | 64.7     | 398      | 7.8      | 2        | 2        | 85.3     | 0    | 0    | 1     | 8     | 8.0   | 0     |
| 2014   | Buffalo Bills      | 12   | 12   | 9-7   | 287      | 447      | 64.2     | 3,018    | 6.8      | 18       | 10       | 87.8     | 33   | 198  | 15    | 14    | 0.9   | 1     |
| Totale | Totale             | 87   | 82   | 44-41 | 1,613    | 2,712    | 59.5     | 18,037   | 6.7      | 101      | 69       | 81.2     | 132  | 818  | 126   | 296   | 2.3   | 4     |